# Asociación Africana de Profesores de Español como Lengua Extranjera

Mapa de África.

La Asociación Africana de Profesores de Español como Lengua Extranjera es una organización creada en Senegal, en este país africano es donde reside la sede de la Asociación. El motivo de su creación es para promover la cultura hispánica en distintos países de África, excepto en Guinea Ecuatorial. Como ser la enseñanza de la lengua española, historia, traducción, literatura y filosofía. Aunque la Guinea Ecuatorial cuenta con la Academia Ecuatoguineana de la Lengua Española, creada en 2013 e integrada desde 2016 a la Asociación de Academias de la Lengua Española (ASALE), como miembro de pleno derecho. Por vinculación histórica con España, Marruecos cuenta con la Asociación de Escritores Marroquíes en Lengua Española y la Asociación de Hispanistas Marroquíes y Sahara Occidental con la Unión de Periodistas y Escritores Saharauis.